# Llista d'alcaldes de Granera
Llista d'alcaldes de Granera:
- Josep Marcet i Armadans (1901 - 1901)
- Jaume Clapers i Bosch (1902 - 1904)
- Bartomeu Otzet i Pineda (1904 - 1909)
- Jaume Clapers i Bosch (1909 - 1916)
- Joan Vilà i Pineda (1916 - 1919)
- Llogari Coll i Grau (1919 - 1920)
- Joan Vilà i Pineda (1920 - 1923)
- Francesc Mundet i Osul (1923 - 1924)
- Joan Vilà i Pineda (1924 - 1930)
- Salvador Font i Llobet (1930 - 1933)
- Joan Font i Noguera (1933 - 1934)
- Salvador Soler i Riera (1934 - 1934)
- Marià Ubals i Canals (1934 - 1935)
- Salvador Soler i Riera (1935 - 1936)
- Ernest Clapers i Antonell (1936 - 1938)
- Josep Comellas i Rosinyol (1938 - 1938)
- Josep Ubals i Canals (1938 - 1938)
- Joan Vilà i Pineda (1939 - 1940)
- Paulí Torra i Masplà (1940 - 1947)
- Josep Vall i Torre (1947 - 1967)
- Ramon Rosell i Garcia (1967 - 1979)
- Josep Torra i Mundet (1979 - 1987)
- Ramon Clapers i Roca (1987 - 1991)
- Josep Torra i Mundet (1991 - 1995)
- Joan Vilà i Font (1995 - 1999)
- Josep Torra i Mundet (1999 - 2003)
- Pere Genescà i Girbau (2003 -2023)
- Joan Vilaplana Flamaric (2023-)